# Humanium Metal

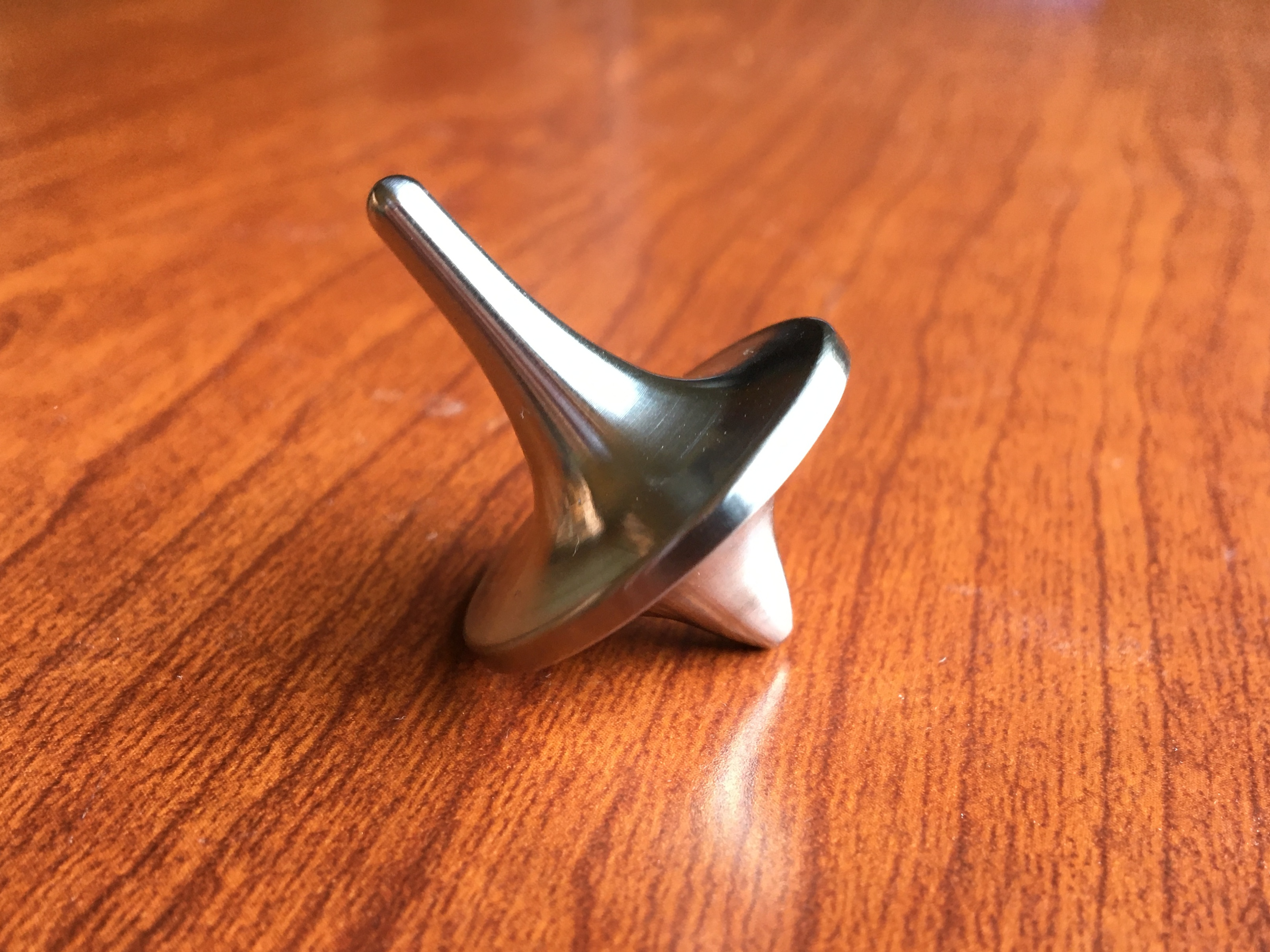
Humanium MetalでできたカナダのForeverSpin™製のこま。

Humanium Metal（ヒューマニウム・メタル、もしくは単にHumanium、ヒューマニウムとも）は、紛争地帯にて押収された違法銃器を溶かして作られた金属のブランドである。2016年、スウェーデンの非営利団体(NPO)、Individuell Människohjälp （「個人の援助」の意） スウェーデン開発パートナーによってプロジェクトが開始された。

## 概要
「The Humanium Metal Initiative」（ヒューマニウム・メタル・イニシアティブ）と呼ばれるマーケティングキャンペーンを通じて製作される。キャンペーンの目的は、銃犯罪の問題に注意を向け、違法銃器の取引の終結に貢献することである。 ヒューマニウム・メタルは、腕時計、ボタン、こまなどの小さな装飾品の制作に使用され、収益は銃が押収された地域の慈善活動に還元される。

## 歴史
ヒューマニウム・メタル・イニシアティブは、スウェーデンの非営利団体 IndividuellMänniskohjälp スウェーデン開発パートナーのブルーネ・ピーターが、デザイナーのヨハン・ピルと共同で考案した。組織のウェブサイトによると、プロジェクトの目的は「違法な銃や武力による暴力による破壊的影響について認識を広め、紛争で荒廃した社会に住む人々に力を与えるために早急に必要な資金を生み出すこと」である。このキャンペーンは、スウェーデンの広告代理店であるグレートワークスとAkestamHolstとの協力の下、実施される。 
ヒューマニウム・メタルは、2016年11月にエルサルバドルで最初に生産された。エルサルバドルでは、現地政府によって押収された銃が1トンの金属に変えられた。その後、プロジェクトはグアテマラにも拡大し、2018年には対象国をホンジュラスとコロンビアにも拡大する。 
このプログラムは、国際原子力機関のハンス・ブリックス元事務局長とダライ・ラマ、ノーベル平和賞受賞者である神学者デズモンド・ツツから支持を受けており、スウェーデン外務省とも提携している。
2018年時点で、このプログラムは約5000丁の銃器を使用して、3トンのヒューマニウム・メタルを製造した。組織によると、金属の総注文額は300万米ドル（約3億円）に達した。 ヒューマニウム・メタルの販売による収益は、銃器を供給した紛争地帯の地元の慈善団体に還元される。

## 生産と使用
ヒューマニウム・メタルの製造において、最も一般的な方法は、現地政府が押収した違法銃器の金属を溶かしてインゴットやワイヤー、またはペレットに変えるものである。そうして集められた金属の95％は鉄で、インゴットはスウェーデンに送られ、そこでより金属加工に適するよう鉄粉に加工される。2018年現在、ヒューマニウムの価格は1オンス（28.3495グラム）あたり約6.60ドル（約660円） 。
2018年、ストックホルムを拠点とする時計メーカーであるTRIWAは、3Dプリンターを用いたヒューマニウム製腕時計の販売を開始した。2019年、ヒューマニウム・メタル・イニシアティブは、 ノン・バイオレンス・プロジェクト財団と提携し、スウェーデンの芸術家カール・フレデリック・ロイテルスワルトの1985年の彫刻作品「発射不能の銃」のミニチュアレプリカを制作した。他の企業も、ヒューマニウム・メタルで作られたこま、ボタン、ブレスレットといった商品の製造を開始している。スウェーデンのスタートアップ企業であるア グッド カンパニー（a good company）は限定版のア グッド ヒューマニウム メタル ペン（A Good Humanium Metal pen）を製造した。その売上25％は、エルサルバドルの暴力犯罪の防止に取り組み、紛争に苦しむコミュニティを再建するプロジェクトを支援するために寄付された。 
2020年、スコットランドの芸術家フランク・トーは、粉末のヒューマニウム・メタルと塗料を混ぜて描いた絵画を制作した。

## 功績
2017年、ヒューマニウム・メタル・イニシアティブは、カンヌライオンズ・クリエイティビティ・フェスティバルでイノベーショングランプリを受賞した。2018年には、アメリカのビジネス誌『Fast Company』の広告カテゴリにおいて「世界を変えるアイデア賞」を受賞した。